# Friedrich Wilhelm Baedeker

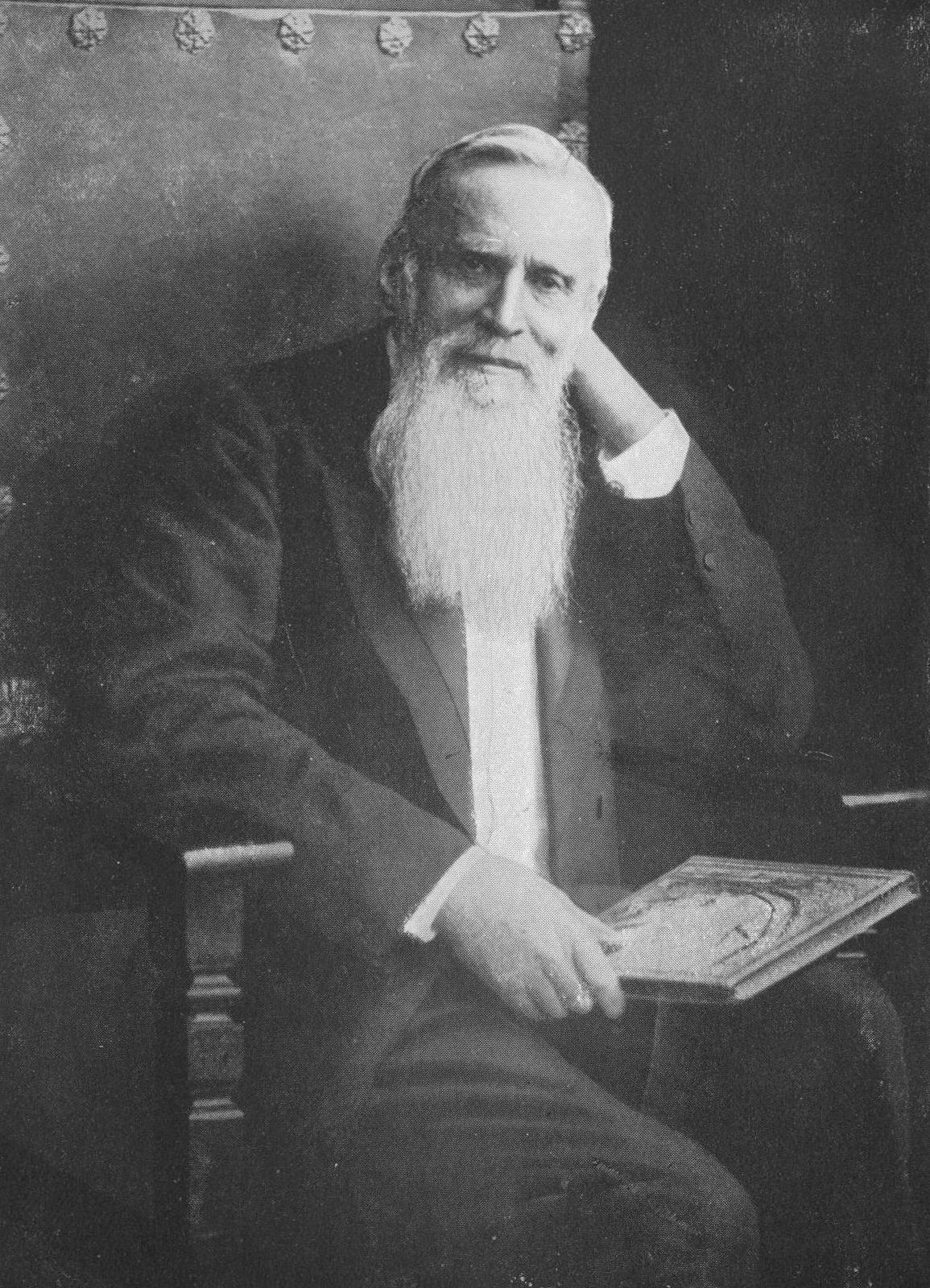
Friedrich Wilhelm Baedeker

Friedrich Wilhelm Baedeker (* 3. August 1823 in Witten/Ruhr; † 9. Oktober 1906 in Weston-super-Mare) war ein in Deutschland geborener, von England aus operierender Evangelist, Erweckungsprediger und Missionar, der vor allem in Russland wirkte, wo er sowohl am Zarenhof als auch in vielen Gefängnissen predigte. In Deutschland war er maßgeblich an der Verbreitung der Heiligungsbewegung beteiligt und prägend in der Frühphase der Evangelischen Allianz.

## Leben und Wirken

### Frühe Jahre
Friedrich Wilhelm Baedeker war eines von sechs Kindern des Wittener Apothekers und Ornithologen Friedrich Wilhelm Justus Baedeker (1788–1865). Er besuchte das Gymnasium und begann 1829 eine kaufmännische Lehre in Dortmund, wo die Eltern seiner Mutter lebten. Es folgte ein zweijähriger Militärdienst in Köln. Anschließend nahm Baedeker ein Philosophiestudium in Bonn auf, das er in Freiburg fortsetzte und erst viel später mit der Promotion abschloss.
Im Juni 1851 heiratete Baedeker Auguste Jacobi, die jedoch schon drei Monate später starb. Der frühe Tod seiner Frau löste bei Baedeker eine schwere Lebenskrise aus. Rastlos bereiste er zunächst ganz Deutschland, dann 1854 London und schließlich zwei Jahre lang Australien, wo er sich als Lehrer für Deutsch und Französisch betätigte. 1858 vorübergehend nach Witten zurückgekehrt, reiste er bereits im Sommer 1859 erneut nach England, wo er sich in Weston-super-Mare an der Westküste niederließ und zusammen mit Henry Girdlestone (1833–1904) eine „Höhere Knabenschule“ gründete. Er nahm die britische Staatsbürgerschaft an. 1862 heiratete er erneut, und zwar die Mutter eines seiner ersten Schüler, die Witwe eines Kapitäns der britischen Flotte.

### Bekehrung
1866 besuchte Baedeker auf Drängen eines Bekannten die Vorträge des Evangelisten Lord Radstock (1833–1913) in Weston-super-Mare. Von Radstock persönlich angesprochen, fand er in einem seelsorglichen Gespräch in einem Nebenzimmer zur Bekehrung. Er kommentierte diese Erfahrung mit dem Satz: „Ich ging hinein als ein stolzer, deutscher Ungläubiger und kam heraus als ein gedemütigter, gläubiger Jünger des Herrn.“ Auch seine Frau fand kurz darauf zum Glauben an Jesus Christus.
Eine wesentliche Besserung seiner Herz- und Lungenschwäche bald nach seiner Bekehrung erlaubte es Baedeker, für den zuletzt selbst Spaziergänge zu anstrengend gewesen waren, auch wieder längere Reisen zu unternehmen. Diese Reisen in viele Länder wurden in der Folge zum Markenzeichen Baedekers und brachten ihm die Bezeichnung „Weltreisender Gottes“ ein.

### Open Brethren
Richtungsweisend für Baedekers Glauben und Dienst wurde die Begegnung mit dem ebenfalls deutschstämmigen Waisenhausvater Georg Müller in Bristol. Durch seinen Einfluss schloss sich Baedeker den Open Brethren (Offenen Brüdern) an. Für viele Jahrzehnte hatte diese freikirchliche Bewegung eine Versammlungsstätte in Baedekers Haus in Weston-super-Mare. Durch seine vielen Missionsreisen gilt Baedeker als der Gründer der offenen Brüderbewegung in West- und Osteuropa. Darüber hinaus hatte Baedeker auch maßgeblichen Einfluss auf die Gründung anderer freikirchlicher Gemeinden weltweit.

### Erste Missionstätigkeit in Witten
1867 begann Baedeker in seiner deutschen Heimat und besonders in Witten evangelistisch zu arbeiten. Bei einem Vortrag über die Weltstadt London ließ er auch ein Bekenntnis seines Glaubens einfließen. Einige Zuhörer waren darauf aufmerksam geworden und trafen sich mit Baedeker am Weihnachtsmorgen in einem Konfirmandensaal für weitere Gespräche. Aus diesem Treffen entwickelte und verbreitete sich eine kleine Erweckung. In regelmäßigen Treffen zu Gebet und Bibelgespräch trug Baedeker die Grundlinien der Bibel vor und sorgte so für ein geistliches Fundament bei den Neubekehrten. Der Kreis blieb auch nach Baedekers Rückkehr nach England zusammen. August Dörnemann, der mit seinem Bruder Fritz zu den Initiatoren des Kreises gehört hatte, war 1889 ein Mitbegründer und später langjähriger Ältester der auf Initiative von Friedrich Fries gegründeten Freien evangelischen Gemeinde Witten.
Obwohl Baedeker auch den Kontakt zu landeskirchlichen Pfarrern suchte, war er der Volkskirche gegenüber kritisch eingestellt. Besonders in Bezug auf die Tauflehre vertrat er die Ansicht, dass die in den Volkskirchen übliche Säuglingstaufe zu einem toten Christentum führe, weil sie jeglichen Ruf zur Bekehrung abtöte und somit sogar die freie Gnade Gottes missachte. Entsprechend favorisierte Baedeker die Glaubenstaufe.

### Heiligungsbewegung
Nach 1870 entstand eine Erweckungsbewegung, die von der neuen Art der Evangelisation durch Dwight L. Moody und der maßgeblich durch Robert Pearsall Smith verbreiteten Heiligungsbewegung geprägt war. Im April und Mai 1875 bereiste Smith für eine fünfwöchige Vortragsreise Deutschland und die Schweiz, wo er großen Zulauf fand, aber vor allem in den Landeskirchen auch für Aufregung sorgte. In Berlin wurden die Vortragsveranstaltungen mit Tausenden von Zuhörern in der alten Garnisonskirche durchgeführt. Smith wurde dabei von Baedeker übersetzt, offensichtlich so erfolgreich, dass Baedeker gebeten wurde, auch in Basel, Stuttgart, Frankfurt und im Wuppertal die Rolle des Übersetzers zu übernehmen. Dieser Einsatz machte Baedeker in den erweckten Kreisen in Deutschland und der Schweiz weithin bekannt.
Bei einer eigenen Vortragsreihe Baedekers in Berlin erlebte die Großnichte des preußischen Generalfeldmarschalls von Blücher, Toni von Blücher (1836–1906), eine Bekehrung. Die von ihr ins Leben gerufene „Christliche Gemeinschaft“ entwickelte sich, auch durch Baedekers Einfluss, im Sinne der „offenen Brüderbewegung“. 1905 entstand auf seine Anregung hin eine überkonfessionelle Allianz-Bibelschule, die später nach Bergneustadt-Wiedenest übersiedelte und heute unter dem Namen Forum Wiedenest ein Zentrum der theologischen Ausbildung und Missionsarbeit ist, das weiterhin der Brüderbewegung nahesteht.
Auch in Düsseldorf wurde Smith von Baedeker übersetzt. Es entstand eine Versammlung von Erweckten um den Geschäftsmann und Evangelisten Theophil Wilms (1832–1896). 1880 gab Baedeker während eines einjährigen Aufenthalts in Düsseldorf den entscheidenden Anstoß, dass sich aus dieser Versammlung schließlich, nach langem Zögern von Wilms und anderen Verantwortlichen, eine freie Gemeinde bildete. Baedeker hatte maßgeblich an der „Ordnung der Freien evangelischen Gemeinde in Düsseldorf“ mitgearbeitet.

### Missionstätigkeit in Russland und weltweit

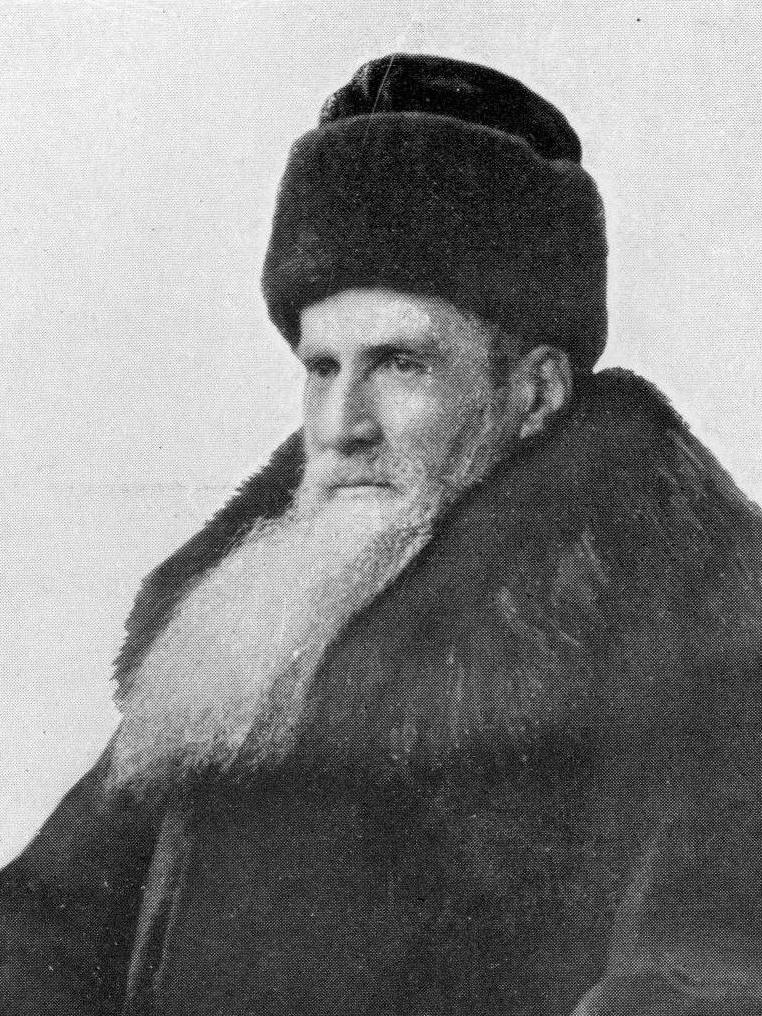
Baedecker (Datum unbekannt)

1876 reiste Baedeker erstmals nach Russland, wo er auf Vermittlung von Lord Radstock Zugang in die Häuser einflussreicher Familien der Aristokratie in Sankt Petersburg bekam. Unter anderem durch Lord Radstock und den Einfluss der Heiligungsbewegung war in adligen Kreisen zuvor eine Erweckung ausgebrochen, die bis an den Hof des Zaren wirkte und den „Stundismus“ in Russland förderte sowie zur Bildung freikirchlicher Gemeinden außerhalb der russisch-orthodoxen Kirche führte. 1877 zog Baedeker mit seiner Frau und Adoptivtochter nach Russland, um vor allem in den westlichen und südlichen Provinzen missionarisch zu wirken. Während sein Schwerpunkt zunächst auf der Arbeit unter der deutschsprachigen Bevölkerung lag, wandte er sich auf Einladung auch immer wieder russischen Kreisen zu. Zusätzlich unternahm Baedeker häufige Reisen in andere Länder, um dort ebenfalls missionarisch tätig zu werden. So bereiste er Böhmen, Mähren, die Slowakei, Ungarn, Galizien, Polen, Armenien, die Türkei, Griechenland, Schweden, Finnland, Japan, China und Indien. Er reiste per Kutsche, Schlitten, Dampfschiff, Eisenbahn oder auch zu Fuß, predigte selbst in Englisch, Deutsch oder Französisch und beschäftigte Dolmetscher, die simultan in die jeweilige Landessprache übersetzten. Baedeker lebte von Spenden, um die er aber dem Prinzip der seinerzeit populären Glaubensmissionen entsprechend nicht warb.
Auf Vermittlung einer einflussreichen Gräfin erhielt Baedeker vom Leiter des russischen Gefängniswesens die Erlaubnis zum Besuch der russischen Gefängnisse und zum Verteilen von Bibeln an die Strafgefangenen. Dieses Recht nahm er 18 Jahre lang unermüdlich wahr und besuchte in ganz Russland die Gefängnisse und Strafkolonien, wo er viele Tausend Bibeln verteilte, die ihm von der British and Foreign Bible Society zur Verfügung gestellt wurden. 1887 begegnete er in dem Zusammenhang der jungen Finnin Mathilda Wrede (1864–1928), die als „Engel der Gefangenen“ bekannt wurde.
1891 wandelte sich die Tätigkeit Baedekers in den Gefängnissen und Straflagern, da erweckte Christen durch Gegenreaktionen der russisch-orthodoxen Kirche auf die Erweckungsbewegung und den Stundismus zunehmend Verhaftung und Verbannung erlitten. Der Staat bestrafte in Zusammenarbeit mit der Kirche Kirchenaustritt, Predigen oder die Verbreitung „ketzerischer oder sektiererischer Lehren“ mit dem Verlust der Bürgerrechte. Baedeker wandte sich nun besonders dem Dienst unter den „verbannten Brüdern“ zu.

### Förderung der Allianz-Bewegung
Eine wesentliche Rolle spielte Baedeker mit seinen vielfältigen internationalen Kontakten auch in der Entwicklung der Allianz-Bewegung. Häufig war er bei den Düsseldorfer Geschäftsleuten Theophil Wilms und August Rudersdorf zu Gast, durch die sich ein reger Austausch zwischen deutschen und englischen Glaubensgeschwistern ergab. Alle drei besuchten u. a. die von Baron Julius von Gemmingen (1838–1912) initiierten Heiligungsversammlungen in Gernsbach.
Baedeker regte für Deutschland jährliche Glaubenskonferenzen nach dem Vorbild der englischen Keswick Conventions an. Diese Idee wurde von Anna Thekla von Weling (1837–1900) aufgegriffen, die 1886 zu einem ersten Allianz-Treffen nach Bad Blankenburg einlud, aus dem sich die jährlichen Allianz-Konferenzen entwickelten, die zu einer Keimzelle der Deutschen Evangelischen Allianz wurden. Während zu diesen Konferenzen alle bedeutenden Vertreter der Erweckungs- und Heiligungsbewegung als Redner eingeladen wurden, leitete Baedeker meist die morgendlichen Gebetsversammlungen, die zum Teil tiefen Eindruck hinterließen. Über viele Jahre stand Baedeker dem Komitee der Blankenburger Konferenzen vor. Ihm ist es auch zu verdanken, dass in der Entwicklung der deutschen Allianz von Anfang an den Freikirchen ein Platz neben den zahlenmäßig übergewichtigen Landeskirchen eingeräumt wurde.

### Tod
Am 9. Oktober 1906 starb Friedrich Wilhelm Baedeker mit 83 Jahren an seinem Wohnort Weston-super-Mare an den Folgen einer Lungenentzündung.